# Women Left Alone
Women Left Alone est un film muet américain réalisé par Allan Dwan et sorti en 1913.

## Fiche technique
- Titre : Women Left Alone
- Réalisation : Allan Dwan
- Genre : Film dramatique
- Production : American Film Manufacturing Company
- Distribution : Mutual Film
- Date de sortie :
  - États-Unis : 1er février 1913

## Distribution
- J. Warren Kerrigan : l'homme de la mer
- Pauline Bush : la femme de l'homme de la mer
- Jack Richardson : l'homme de la jungle
- Jessalyn Van Trump : la femme de l'homme de la jungle